# 羅伊·多内利
羅伊·多内利（英語：Rory Donnelly；1992年2月18日—）是一位北愛爾蘭足球運動員。在場上的位置是前鋒。他現在效力於英格蘭足球甲級聯賽球隊吉林汉姆足球俱乐部。他之前曾效力於斯旺西城足球俱樂部。他也代表北愛爾蘭U21國家足球隊參賽。

## 外部連結
- 足球数据库：羅伊·多内利的球员统计数据
- Soccerway資料庫：Rory Donnelly